# Подобно однородное пространство
Подобно однородное пространство — метрическое пространство {\displaystyle (X,\rho )} называется подобно однородным если группа его подобий действует транзитивно на {\displaystyle X}. Такие пространства являются обобщением однородных пространств.

## Примеры
- Мультипликативная группа положительных вещественных чисел {\displaystyle (\mathbb {R} _{+},\cdot )} с обычной евклидовой метрикой индуцированной вложением {\displaystyle \mathbb {R} _{+}\subset \mathbb {R} }.
- Обобщение предыдущего примера: {\displaystyle (\mathbb {R} ^{n})_{+}=\mathbb {R} ^{n-1}\times \mathbb {R} _{+},\,n\geqslant 2}, со стандартной метрикой индуцированной вложением {\displaystyle (\mathbb {R} ^{n})_{+}\subset \mathbb {R} ^{n}}.